# Selma Poutsma
Selma Poutsma (ur. 14 maja 1999 w Hadze) – holenderska łyżwiarka szybka specjalizująca się w short tracku, mistrzyni olimpijska z Pekinu 2022, mistrzyni świata oraz wicemistrzyni Europy.
Mieszka w Heerenveen.

## Reprezentacje
W latach 2015–2018 występowała w reprezentacji Francji. W 2020 zadebiutowała w barwach ojczystej Holandii.

## Wyniki

### Igrzyska olimpijskie
- Pekin 2022
  - 500 m – 15. miejsce
  - 1000 m – 14. miejsce
  - sztafeta kobiet – 1. miejsce
  - sztafeta mieszana – 4. miejsce

### Mistrzostwa świata
- Seul 2016
  - sztafeta kobiet - 8. miejsce
- Dordrecht 2021
  - 500 m - 3. miejsce
  - 1000 m - 4. miejsce
  - 1500 m - 6. miejsce
  - wielobój - 4. miejsce
  - sztafeta kobiet - 1. miejsce

### Mistrzostwa Europy
- Soczi 2016
  - 500 m - 15. miejsce
  - 1000 m - 15. miejsce
  - 1500 m - 29. miejsce
  - wielobój - 19. miejsce
- Turyn 2017
  - 500 m - 17. miejsce
  - 1000 m - 18. miejsce
  - 1500 m - 33. miejsce
  - wielobój - 21. miejsce
  - sztafeta kobiet - 5. miejsce
- Drezno 2018
  - sztafeta kobiet - 3. miejsce
- Gdańsk 2021
  - 500 m - 10. miejsce
  - 1000 m - 2. miejsce
  - 1500 m - 10. miejsce
  - wielobój - 7. miejsce
  - sztafeta kobiet - 2. miejsce

### Mistrzostwa świata juniorów
- Tomaszów Mazowiecki 2018
  - 500 m - 10. miejsce
  - 1000 m - 9. miejsce
  - 1500 m - 12. miejsce
  - wielobój - 18. miejsce